# Futebol científico
Futebol científico é um sistema de jogo utilizado no futebol, e que é até hoje uma referência — e um sinônimo — para as equipes do Leste Europeu. Este sistema preza que cada ação executada em campo pode ser planejada previamente e o conjunto da equipe sempre prevalecerá sobre o talento individual.

## História
O verdadeiro “futebol científico” surgiu na década de 70 (apesar de começar a ser idealizado ainda na década de 50). Idealizado pelo treinador Valeriy Lobanovskiy, que, à frente do Dínamo de Kiev e da Seleção Soviética, congeminou uma forma de encarar o jogo que se enquadrava perfeitamente na filosofia do regime soviético da época: o coletivo à frente do indivíduo.
Este sistema de jogo ganhou este nome pois tudo em seu jogo, da preparação dos atletas ao esquema tático, era pensado cientificamente.
A sistematização táctica do futebol científico preconizava deter a posse de bola o menor tempo possível, procurando avançar preferencialmente ao primeiro toque em rápidas triangulações, ocupando de forma eficaz os espaços vazios e mostrando-se letal no contra-ataque. Um futebol mecanizado onde o colectivo funcionava como um corpo e no qual o indivíduo tinha apenas lugar como um componente da “máquina”; em três palavras: veloz, atlético e táctico.
Os pontos máximos do futebol científico foram: O ouro na Olimpíada de Melbourne-1956, o título da Eurocopa de 1960, e o segundo lugar no Europeu de 1988, onde a Seleção Soviética foi batida pela Holanda de Rinus Michels.
Os resultados obtidos em Kiev e à frente da Seleção Soviética tornaram o sistema de jogo de Lobanovskiy uma referência para as equipes do Leste Europeu.